# Thomas Kinne
Thomas Kinne (Niederbieber-Segendorf (anno 2019 onderdeel van Neuwied), 26 februari 1961) is een Duitse vertaler, auteur, redacteur, proeflezer, reisschrijver, filmexpert, en stripboekenverzamelaar. Hij werd bekend in zijn thuisland vanwege zijn frequente optredens als deelnemer en winnaar in een breed scala aan televisiequizzen op de Duitse en Amerikaanse televisie. Sinds 2018 is hij een van de "jagers" op Gefragt – gejagt, de Duitse versie van de Britse spelshow The Chase.

## Biografie
Nadat hij was afgestudeerd aan het Werner-Heisenberg-Gymnasium in Neuwied en zijn verplichte dienst in de Duitse Bundeswehr had voltooid, studeerde Kinne aan de Johannes Gutenberg Universiteit van Mainz in Duitsland en aan de San Francisco State University in Californië. Gedurende deze tijd begon hij freelance als scriptvertaler voor verschillende Duitse televisieproducenten en -netwerken. Zijn werk omvatte nasynchronisatiescripts voor Amerikaanse tv-series zoals Cheers en Hill Street Blues, maar hij vertaalde ook Duitse amusementsprogramma’s en historische en wetenschappelijke documentaires in het Engels voor uitzending buiten Duitsland. Sindsdien heeft hij zijn eigen vertaaldienst opgezet en vertaalt hij voornamelijk boeken over film en strips. Hij schrijft ook reisgidsen en heeft een van de grootste Asterix-collecties ter wereld.

## Prestaties en onderscheidingen
Kinne promoveerde in 1994 magna cum laude met een dissertatie over elementen van Joodse traditie in het werk van Woody Allen.

Boeken en televisieproducties waarbij hij als vertaler betrokken was, ontvingen talloze nationale en internationale prijzen: De ZDF-documentaire Das Drama von Dresden werd in 2006 geëerd met een International Emmy Award in de categorie "Best Documentary"; de documentaire Göring: Eine Karriere ontving de Gold World Medal bij de 2007 International TV Programming and Promotion Awards in New York; en 75 Years of DC Comics ontving in 2011 een Will Eisner Award.

## Televisie

### Jaren 1990
Kinne had zijn eerste tv-optreden op 11 juni 1991 in een aflevering van Riskant!, de eerste Duitse versie van de Amerikaanse spelshow, Jeopardy!. In hetzelfde jaar maakte hij een opname op Tic Tac Toe, de Duitse versie van Tic-Tac-Dough, waar hij het maximum van drie afleveringen won en als ongeslagen kampioen vertrok. Toen Jeopardy! in 1994 opnieuw werd gelanceerd in Duitsland onder de oorspronkelijke titel, was Kinne een van de drie deelnemers in de premièreaflevering, gemodereerd door Frank Elstner. Kinne won dit en de volgende vier afleveringen van het spel en werd zowel de eerste als de eerste ongeslagen kampioen van het Duitse Jeopardy!. Een jaar later verscheen hij op het eerste Duitse Jeopardy! Tournament of Champions, waar hij nipt werd verslagen in de halve finale in een meervoudige tiebreaker. Omdat hij vloeiend Engels spreekt, werd Kinne niettemin uitgenodigd om zijn thuisland in 1996 te vertegenwoordigen in het eerste internationale Jeopardy!-toernooi in de Verenigde Staten. Enkele maanden later, terug in Duitsland, bereikte Kinne de laatste ronde op Jeder gegen jeden, de Duitse versie van Fifteen to One.

### Jaren 2000
Kinne keerde in 2001 terug naar de televisie op de Duitse versie van The Weakest Link (De zwakste schakel), waarin hij alle acht van zijn tegenstanders versloeg en de winnaar werd. Korte tijd later verscheen hij op de Duitse versie van Eén tegen 100, gemodereerd door Linda de Mol. Hij was de enige deelnemer achtergelaten, maar werd vervolgens verslagen.

### Jaren 2010
Na een langdurige onthouding van televisie kwam Kinne in 2015 terug als een van de vier deelnemers in aflevering 27 van seizoen 7 van Gefragt – gejagt, de Duitse versie van The Chase. In de Cash Builder-ronde beantwoordde hij 12 vragen correct, waarmee hij een nieuw record vestigde voor de Duitse show, en in de laatste achtervolging versloeg hij samen met twee andere deelnemers "jager" Sebastian Jacoby. Een jaar later was Kinne de winnaar onder vier deelnemers in de quizshow hessenquiz, die zich richt op trivia over de staat Hessen (zijn dochter Alisa had gewonnen een aflevering een jaar eerder). Twee maanden nadat het programma was uitgezonden, verscheen Kinne in aflevering 25 van Der Quiz-Champion, waarin deelnemers vijf opeenvolgende "duels" moeten winnen tegen beroemdheden op verschillende gebieden (in dit geval: film en televisie, sport, literatuur, geografie en geschiedenis). In de finale versloeg hij een andere deelnemer en nam hij de grote prijs van € 100.000 mee naar huis als de elfde "quizkampioen" in de geschiedenis van de show.

In seizoen 7 van de spelshow trad Kinne toe tot de gelederen van Gefragt – gejagt onder de bijnaam "Quizdoktor". Hij verscheen ook in een soortgelijke rol in de spelshow Jackpot-Jäger als een van de "meesters" tegen wie de drie deelnemers moeten spelen om de jackpot van de show te veroveren.
Kinne verscheen ook in de eerste aflevering van de Duitse versie van Sorry voor alles met zijn dochter Alisa.

### Jaren 2020
Sinds 2020 is hij ook te zien als deelnemer in quizshows waar beroemdheden worden uitgenodigd als deelnemer. Hij verscheen in september 2020 in de show Quizduell Olymp en in november 2021 verscheen hij in de show Wer weiß denn sowas?. Op 10 januari 2022 stond hij tegenover de quiz-moderators Günther Jauch, Johannes B. Kerner en Guido Cantz in de eerste aflevering van Gipfel der Quizgiganten en won de jackpot. In 2022 en 2023 nam hij deel aan de show Klein gegen Groß, die werd uitgezonden in Duitsland, Oostenrijk en Zwitserland.